# 霍仪
霍仪（？—1216年），金朝末年红袄军领袖。
崇庆元年（1212年），随刘二祖起义抗金，根据于沂蒙山，贞祐三年（1215年），刘二祖受伤被俘杀。余部由霍仪、彭义斌率领。霍仪与彭义斌、石珪、夏全率领红袄军数万人攻邳州（今江苏省邳州市），未克，转而攻打沂州（今山东省临沂市）。贞祐四年（1216年），金同知防御事仆散撒合、纥石烈桓端将红袄军击败，霍仪战败身死，石珪、夏全降金，彭义斌率余部联合兖州郝定，投靠李全。